# Діазометан
Діазометан — це найпростіша діазосполука. Хімічна формула — {\displaystyle {\ce {CH2N2}}}.

## Будова
Нітроген у молекулі діазометану заряджений позитивно. Її будову можна зобразити як {\displaystyle {\ce {CH2- -N+#N}}} або як {\displaystyle {\ce {CH2=N+ =N-}}}. Насправді негативний заряд розподілений між CH2 та N, при чому на групі CH2 негативного заряду трохи більше. Тому кратність зв'язку C-N трохи менша за 3/2, а зв'язку N-N — трохи більша за 5/2.
Молекула має лінійну будову. Довжина зв'язку CN — 134 пм, зв'язку N-N — 113 пм.

## Фізичні властивості
За звичайних умов діазометан є жовтим газом. Температура плавлення — -145°С, температура кипіння — -23°С. Ентальпія утворення — 192.5 кДж/моль, ентропія — 242.9 Дж/(моль*К).

## Хімічні властивості
Діазометан хімічно дуже активний. Проявляє основні та нуклеофільні властивості, є метилюючим агентом. Може реагувати з речовинами, в яких є рухливий атом гідрогену — водою, кислотами. Для взаємодії зі спиртами потрібен каталізатор:
{\displaystyle {\ce {CH2N2 +HX ->CH3X +N2}}}
Реакція йде наступним чином: спочатку заряд CH2 дорівнює -1/2, а заряд N2 — +1/2. Протон приєднується до CH2, утворюючи катіон {\displaystyle {\ce {CH3^{1}^{/}^{2}+N2^{1}^{/}^{2}+}}}.  Потім від нього відщеплюється молекула азоту, залишаючи CH3+. В кінці до нього приєднується X-.
Як нуклеофіл, може приєднуватися до альдегідів та кетонів. При взаємодії з формальдегідом утворюється ацетальдегід. При взаємодії з іншими альдегідами утворюються кетони:
{\displaystyle {\ce {H-CO-H +CH2N2 ->H3C-CHO +N2}}}
{\displaystyle {\ce {R-CO-H +CH2N2 ->R-CH(O)- -CH2-N+#N ->R-CO-CH3 +N2}}}
Коли він взаємодіє з кетонами, один з радикалів переходить до CH2:
При нагріванні розкладається на азот та карбен, який може легко приєднуватись до подвійних зв'язків, утворюючи тричленні цикли:
Взаємодія з бензеном призводить до розширення циклу й утворення циклогептатриєну. При взаємодії з циклічними кетонами також відбувається розширення циклу:

## Отримання
Вперше діазометан був відкритий Г. Пехманом у 1894 році. Він отримав його при взаємодії гідразину та трихлорметану у лужному середовищі:
{\displaystyle {\ce {NH2-NH2 + HCCl3 + 3NaOH ->CH2N2 + 3NaCl + 3H2O}}}
Найкраще отримувати діазометан зі сполук, що містять замісники з - I-ефектом у α-положені до аміногрупи, наприклад, алкілсечовини, алкілуретанів. З них отримують їх N-нітрозопохідні. Метилсечовину також отримують з метиламіну та Cl-CO-NH2:
{\displaystyle {\ce {H3C-NH2 +Cl-CO-NH2 ->[OH^-]H3C-NH-CO-NH2 +HCl}}} (Реакція йде у лужному середовищі через виділення кислоти)
{\displaystyle {\ce {H3C-NH-CO-NH2 +HNO2 ->H3C-N(NO)-CO-NH2 +H2O}}}
{\displaystyle {\ce {H3C-N(NO)-CO-NH2 +2Na+OH- ->H2C-N2 +Na2CO3 +NH3 +H2O}}}
Замість N-метилсечовини можна також використати метилуретан CH3-NH-CO-OC2H5.